# Yolanda King
Yolanda King Denise (ur. 17 listopada 1955 w Montgomery w stanie Alabama, zm. 15 maja 2007 w Santa Monica w stanie Kalifornia) – amerykańska aktorka i działaczka społeczna, najstarsza córka Martina Luthera Kinga i Coretty Scott King. Przyczyną śmierci aktorki była niewydolność serca.

## Filmografia
- Gra w klasy („Hopscotch”) (1980)
- JAG – Wojskowe Biuro Śledcze (1995–2005)
- Duchy Missisipi („Ghosts of Mississippi”) (1996)
- Odessa (2000)